# Krasimira Gyurova
Krasimira Gyurova (en bulgare Красимира Гюрова), née le 26 octobre 1953 à Sofia et morte le 31 mars 2011 à Sofia est une joueuse bulgare de basket-ball.

## Biographie
Médaillée de bronze aux Jeux olympiques d'été de 1976, elle est morte le 31 mars 2011.

## Palmarès
- Médaillée de bronze olympique 1976[3],[4]